# Gramatički rod
Rod se u jezikoslovlju odnosi na podjelu nekih riječi po biološkom ili sociološkom rodu. Analogijom, isti se izraz koristi kod drugih podjela, iako mnogi autori prefiriraju termin imenska klasa. Bitno je da se riječi drugačije gramatički ponašaju ovisno o tome u koji rod (klasu) pripadaju.
Po tradicionalnom opisu, u hrvatskom jeziku postoji muški, ženski i srednji rod.

## Uvod
Rod je način podjele imenica na više skupina. Jedna je karakteristika roda slaganje s drugim riječima, koje moraju biti u istom rodu. U hrvatskom se imenice slažu s pridjevima i zamjenicama:
- Vidim crnog konja. On dolazi.
- Vidim crnu kobilu. Ona dolazi.

Različiti jezici koriste različite kriterije za podjelu po rodovima (to nisu kriteriji koje koriste jezikoslovci, već unutrašnja logika samih jezika, koju jezikoslovci otkrivaju proučavanjem jezika):
- po prirodnom rodu, sve imenice koje opisuju živo pripadaju u "muški" ili "ženski" rod, a sve za neživo u jedan "srednji" ili više njih (to se može reći za engleski jezik)

- po gramatičkom rodu, imenice se dijele po nastavcima, karakterističnim glasovima, prefiksima i sl. (npr. romanski jezici)

- po leksičkom rodu, rod se ne može zaključiti iz na osnovu oblika riječi niti toga što predstavlja, nego je "proizvoljan" (npr. tako je uglavnom u njemačkom)

- jezici u stvarnosti najčešće kombiniraju ova tri kriterija (npr. hrvatski)

Mnogi jezici nemaju rod (ni imenske klase), npr. mađarski (ő znači "on" ili "ona") i japanski. Neki jezici (engleski) posjeduju samo različite zamjenice (he, she) pa se rod svodi na slaganje sa zamjenicama. Mnogi jezici imaju sustav sličan hrvatskom.
U nigersko-kongoanskim jezicima postoje veliki sustavi imenskih klasa koji su organizirani na osnovu početka imenice (ki- je oznaka 7. klase jednine):
kitabu kikubwa kinaanguka
(kl.7 -k njiga; kl.7 - velika; kl.7 -PREZENT - pada)
"Velika knjiga pada".
Neki autori prikazuju tri razine grupiranja imenica (objašnjene u poglavlju o rodu u hrvatskom):
- podklase slaganja (najfinija podjela)
- rodovi
- makrorodovi (najgrublja podjela)

Postoji pretpostavka da se jezici mogu oštro podijeliti na one koje imaju imenske klase i one koje nemaju, i da su prelasci između ove dvije skupine vrlo rijetki. Po tome bi se moglo zaključivati o srodnosti jezika.

## U hrvatskom jeziku
Hrvatski se jezik tradicionalno opisuje kao jezik s tri roda, koji se iskazuju na imenicama, pridjevima i zamjenicama. Za imenice je rod fiksan, iako se može tvorbom riječi često stvoriti riječ odgovarajućeg roda, kada je potrebna (npr. učitelj - učiteljica). Ovo je tradicionalna i donekle pojednostavljena slika.
Kriterij podjele po rodovima u hrvatskom jest gramatičko-leksički:
- ako imenica završava u nominativu na -a tada je ženskog roda (voda), s nekim izuzecima (gazda je muški rod, doba srednji);

- ako imenica završava u nominativu na -o ili e, tada je srednjeg roda (selo, more), s nekim izuzecima (pepeo);

- inače, može biti muškog (most) ili ženskog roda (mast).

U hrvatskom se sve riječi koje imaju rod međusobno slažu po rodu. Međutim, ako gledamo načine slaganja po različitim promjenama pridjeva po padežima, tada različitih promjena ima 7 (sve za pridjev siv; pokazano je i slaganje sa zamjenicama):
Vidim sivog psa. On je siv. (muški rod, jednina, živo)
Vidim sivi kamen. On je siv. (muški rod, jednina, neživo)
Vidim sivu mačku. Ona je siva. (ženski rod, jednina)
Vidim sivo jezero. Ono je sivo. (srednji rod, jednina)
Vidim sive pse. Oni su sivi. (muški rod, množina)
Vidim sive mačke. One su sive. (ženski rod, množina)
Vidim siva jezera. Ona su siva. (srednji rod, množina)
Neki autori ovakve skupine nazivaju podklasama slaganja. U nigersko-kongoanskim jezicima upravo se ove skupine nazivaju imenskim klasama.
Ako grupiramo oblike jednine i množine zajedno, dobit ćemo četiri skupine:
- muški rod, živo
- muški rod, neživo
- ženski rod
- srednji rod

Ovakve i slične skupine (osnovane strogo na slaganju) se često nazivaju rodovima, npr. u standardnom opisu nekih jezika:
- poljski se opisuje kao jezik s pet rodova (muška imena, živi muški, neživi muški, ženski i srednji)[1]
- čečenski opisuje se kao jezik sa 6 ili 4 roda (ovisi o autoru).

Stoga se može također reći da hrvatski ima 4 roda. Međutim, G. Corbett smatra da, budući da se radi o razlici u samo jednom padežu (akuzativu jednine), bolje je govoriti od dva "podroda" muškog roda.
U hrvatskom (i drugim jezicima) gornje se skupine mogu dalje grupirati u tri, tako da se "živi muški" i "neživi muški" grupiraju zajedno u "muške" imenice. Ovakve skupine neki nazivaju makrorodovima. To su upravo tradicionalni "rodovi" u hrvatskom jeziku. U ovakvoj se podjeli problem slaganja s pridjevima opisuje zasebno, a sve se prikazuje na temelju slaganja sa zamjenicama.

## U drugim jezicima

### Latinski i romanski jezici
U latinskom jeziku postoje tri roda (muški, ženski, srednji) bazirani na gramatičko-leksičkim kriterijima (imenice na -a uglavnom su ženskog roda, na -um srednjeg roda, a za ostale nema nekog pravila).
U romanskim jezicima broj rodova reduciran je na 2 (osim u rumunjskom) i često zasnovan na gramatičkim kriterijima (u španjolskom i talijanskom većina imenica koje završavaju na -a ženskog je roda, a sve ostale muškog).

### Germanski jezici
Njemački jezik posjeduje tri roda, ali u nizozemskom, danskom, švedskom i suvremenom norveškom postoje samo dva roda: muško/ženski i srednji. Engleski jezik pokazuje samo različite oblike kod zamjenica (he, she, it), a slaganje je zasnovano na prirodnom rodu, gdje su sve nežive imenice srednjeg roda, uz neke izuzetke (ship = she).

### Ostali indoeuropski jezici
Slavenski jezici imaju 3 roda, kao i grčki. Armenski jezik je izgubio rod, kao i bengalski. 

### Zanimljive podjele u nekim jezicima
Djirbal, jedan on urođeničkih jezika Australije, ima sljedeća četiri roda:
1. živa bića, muškarci
2. žene, voda, vatra, opasne stvari
3. jestivo voće i povrće
4. ostalo

### Jezici bez kategorije roda
Mnogi neindoeuropski jezici Europe i Azije nemaju roda (turski, baskijski, finski, itd.)
Većina indijanskih jezika Sjeverne Amerike nema razlikovanje imenica po rodu.